# Przechlewko (wieś)
Przechlewko (kaszub. Przechlewkò) – wieś  w Polsce położona w województwie pomorskim, w powiecie człuchowskim, w gminie Przechlewo.
Wieś kaszubska  położona nad rzeką Lipczynką, stanowi sołectwo gminy Przechlewo, w którego skład wchodzą miejscowości: Przechlewko, Nowa Brda i Przechlewko osada leśna.
W latach 1975–1998 miejscowość administracyjnie należała do województwa słupskiego.